# Poul Winslow
Poul Winsløw (* 1951) ist ein dänischer Pfeifenbauer. Er gehört zu den bedeutendsten Pfeifenbauern seiner Zeit.

## Leben
Winsløw absolvierte zunächst eine Lehre zum Chemigraph, wurde aber bereits mit 17 Jahren Auszubildender beim berühmten Pfeifenbauer Preben Holm. Dieser erkannte Winsløws Talent frühzeitig und ließ den Heranwachsenden seine eigenen Ideen verwirklichen. Später stieg Winsløw zum Produktionsleiter auf, ehe Holm seine Manufaktur im Jahr 1985 aus gesundheitlichen Gründen schließen musste.
Winsløw wählte den Weg in die Selbständigkeit und eröffnete eine eigene Werkstatt in Hvidovre, die bis heute in Betrieb ist. Als Freiberufler für die Firma Stanwell wurde Winsløw zur Publikumsattraktion auf Pfeifenmessen, indem er live ausgefallene Pfeifen fertigte und sich somit einen eigenständigen Ruf aufbaute.
Die Kreationen von Poul Winsløw zeichnen sich durch Stilbrüche und zahlreiche Innovationen in ausgefallenen Designs aus. Für viele Pfeifenraucher gelten sie als Statussymbole in Preiskategorien von teils mehreren Tausend Euro. Jährlich verlassen den Betrieb rund 7000 Pfeifen, von denen noch immer einige Unikate aus der Hand des Werkstattmeisters sind.